# 反射衛星砲
反射衛星砲（はんしゃえいせいほう）は、『宇宙戦艦ヤマト』『宇宙戦艦ヤマト2199』『宇宙戦艦ヤマト2202 愛の戦士たち』に登場する架空の兵器。『宇宙戦艦ヤマトIII』では改良型の新反射衛星砲が登場する。

## 諸設定
ガミラス帝国の冥王星前線基地に配備されていた、拠点防衛用エネルギー兵器。デザイン担当は松本零士。
冥王星基地の海底に設置された単装砲から衛星軌道上にある反射衛星（人工衛星）に向けてエネルギーを発射し、衛星の反射板の角度を調整して任意の方向へ反射させて自在に照準を行うことができる。また、複数の反射衛星を経由することで、惑星の裏側にも攻撃が可能であり、惑星地表から衛星軌道に至るまで事実上死角がない。目標が反射衛星砲本体から直接照準できる位置にあれば、反射衛星を使わず直接攻撃することも可能である。
透明ドームに覆われた砲本体のデザインは、つぼみの閉じたチューリップ状で全周旋回が可能になっている。反射衛星は発射態勢に入ると4枚の反射板を展開し、砲から受けたエネルギー放流を正確に反射させる。後に真田志郎は、この反射衛星をヒントに秘密裏に空間磁力メッキを独自開発している。
冥王星前線基地司令官シュルツは「射程は波動砲より短いが破壊力は上」と劇中で語っているが、実際の劇中描写では数発命中させてもヤマトを撃沈できないなど、威力が高く描かれてはいない。
目標が海中にある場合には、海面でビームが反射してしまい届かない。また、反射衛星は敵にもその位置や軌道が露呈していることから、おおよそ攻撃が加えられる方向や、反射板の展開により発射タイミングが把握されるなどの欠点が存在する。
劇中では第7話と第8話に登場する。冥王星基地を叩きに来たヤマトに連続攻撃を加え、一度は冥王星の海に沈めるが、ヤマトを囮として排気塔を見つけ出し、基地内部に侵入した古代進や真田ら特別攻撃隊によって、砲を爆破される。その爆発は大津波を引き起こし、冥王星基地も水没して壊滅する。

## 漫画版での登場
松本零士の漫画版にはシュルツがテストを行い標的艦のダミーヤマトを破壊する描写があるが、冥王星基地攻略エピソードが飛ばされたため、実際の戦闘時での活躍の有無は不明のままである。
ひおあきら版では冥王星のエピソードには登場せず、中盤における宇宙要塞に「衛星砲」として同デザインのものが配備されているが、反射衛星を介さない直射タイプの要塞砲である。

## リメイクアニメにおける設定
『宇宙戦艦ヤマト』のリメイク作品である『宇宙戦艦ヤマト2199』でも、冥王星前線基地に設置されている砲として登場。デザイン担当は、砲本体が宮武一貴と石津泰志、反射衛星が宮武一貴。
本作では遊星爆弾の加速と軌道角調整のための点火システムである大口径長射程陽電子砲を、シュルツが兵器へ転用したという設定に変更されている。また、反射衛星は反射板ではなく、リフレクターによって形成された反射フィールドによってビームを反射するという設定になっている。砲本体は基地に面する凍結した湾の海底に設置されている。
劇中では第5話と第6話に登場する。ヤマトへ第3射までを連続で命中させて冥王星の海に沈めるが、その際に反射衛星の存在と発射工程を察知される。そのため、第4射の発射間際にはヤマトに反射衛星への起動シグナルを逆探知されて最終中継衛星を特定され、ミサイル攻撃で衛星を破壊されて砲撃をしのがれてしまう。シュルツはビームの角度を変更し、ヤマトの射程圏外から第5射を放つことで対処しようとしたが、第4射の際に基地上空で待機していた古代進と山本玲に砲本体の位置を突き止められ、ヤマトの三式融合弾の直撃によって破壊される。
続編である『宇宙戦艦ヤマト2202 愛の戦士たち』でも、第14話において登場。ガトランティスがガミラスの科学奴隷に作らせたコピー品であり、メダルーサ級重戦艦改〈ヘルベスティア〉の旗艦型の艦首大砲塔に装備されている。コピー品であるがゆえの粗悪さにより、ヤマト側に対する命中弾を得ることはできず、逆に中継制御衛星をハッキングされ、旗艦型を除くヘルベスティア全艦を自滅に追い込ませられる。なお、本編での反射衛星は全てガミラスのものと同形状となっているが、シナリオや絵コンテの段階では、制御衛星以外のビーム反射はニードルスレイブが担っていた。

## 新反射衛星砲
『宇宙戦艦ヤマトIII』第8話と第9話では、ガルマン・ガミラス帝国バーナード星第1惑星基地に配備された、発展型の新反射衛星砲が登場する。デザイン担当は出渕裕。
東部方面軍の将軍・ダゴンがヤマトを攻撃する際に使用した。
惑星の地表面上の基地から砲を発射し、中継する機器を用いるのは反射衛星砲と同じだが、異なるのは中継センターと呼ばれる発射砲塔が無数にあり、反射する機器が人工衛星ではなく反射板搭載機（デザイン担当は板橋克己）で、レーザーを反射して目標とする敵を攻撃する点である。
機動性のある反射板搭載機の編隊でヤマトを包囲することで、人工衛星を利用した場合に比べ死角を限りなく減らして敵を攻撃でき、地表近くの敵も確実に攻撃できること、機動力に富むので次の攻撃が予想しにくいこと、そのために敵に発見されにくく、発射元もまた中継センター（の一つ）でしかなく砲本体は発見されにくいという特徴がある。冥王星に設置された砲と異なり、エネルギーの供給体制が整えば連続発射も可能になる。しかし劇中描写を見る限り、元となった反射衛星砲に比較してダメージは軽めで、一撃の威力よりも手数の多さで攻めている。
劇中では降り注ぐ弾雨でヤマトを追い詰めるが、反射板搭載機自体が大型で機動性も悪く防御力もそれ程高くなかった上に、護衛戦闘機をつけなかったことが弱点となって、コスモハウンドとコスモタイガー隊によって撃滅され、あと一歩のところでヤマトの反撃を許すこととなる。その後、新反射衛星砲はヤマトの索敵行動で基地自体が発見され、波動砲によって基地ごと破壊される。

## 他作品での類似の兵器
『宇宙戦艦ヤマト』以降に反射衛星砲に類似する兵器が登場する作品がある。
オリハルコンパワービーム
テレビアニメ『ムーの白鯨』に登場。火星付近に位置していたアトランティス大陸から、巨大な反射鏡の「月面ポイント」や「地球ターゲットポイント」と呼ばれるミラーボールのような衛星を介し、地球各地を攻撃した。
惑星上から宇宙空間を狙い撃つ防御兵器ではなく、宇宙空間から地上を狙う攻撃兵器として作られた点が反射衛星砲との最大の違い。また、この衛星はビームを反射させるのではなく屈折させていたようである。
バベルの塔
テレビアニメ『ふしぎの海のナディア』に登場。「ルシファー」や「ミカエル」など、計12個の「しもべの星」と呼ばれる反射衛星を介し、地球各地やΝ-ノーチラス号を攻撃した。
『ナディア』のスタッフには『ヤマト』のファンを公言している者が多いため、反射衛星砲へのオマージュであることが窺える。
レクイエム
テレビアニメ『機動戦士ガンダムSEED DESTINY』に登場。「軌道間全方位戦略砲」と呼ばれる地球連合軍の戦略兵器システムで、廃コロニーを中継ステーションとして利用する。後にザフトへ接収された。
続編の劇場アニメ『機動戦士ガンダムSEED FREEDOM』にも登場する。
オリンポス・システム
小説『七都市物語』に登場。月面に拠点を置く汎人類世界政府が地球人類を支配するために設置した。地上500m以上を飛行する物体を探知し、撃墜する。
反射衛星砲
漫画版『銀河英雄伝説』に登場。OVA版に登場した全自動防衛人工衛星群「アルテミスの首飾り」に代わる形で用いられた。
エクスキャリバー
フライトSTG『エースコンバット・ゼロ ザ・ベルカン・ウォー』に登場。ベルカ公国のSDIの産物として製造された超高層レーザー兵器。遠距離の目標へ反射衛星を介し、円柱状の範囲攻撃を行う。プレイヤーに接近された際には、直射により円錐状の範囲攻撃を行った。
アルトネリコ
コンピュータRPG『アルトネリコ2 世界に響く少女たちの創造詩』に登場。世界に残された3本の塔の1つで、同名の詩魔法を唱えることにより上部から巨大なレーザーを放つ魔導兵器となる。物語の舞台は遠く離れた別の塔であるため、攻撃時には反射衛星を介する必要がある。なお、「ファンタスマゴリア」という上位互換版が存在する。
バベル・キャノン
シミュレーションRPG『サモンナイト2』に登場。機属性最強の召喚獣、機竜ゼルゼノンの持つ高出力ビーム砲。衛星の反射鏡は一種のビームシールドとなっており、使用時にのみ展開される。ゲームシステムの都合上、魔法バリアには防がれる。
光と闇の舞
OVA『勇者王ガオガイガーFINAL』に登場。
合体ビークルロボ・天竜神が使用。EI-01の全方位反射レーザーを解析して再現した技。煙幕と電波撹乱のチャフ、反射鏡を搭載したミサイルを発射して攻撃対象の視覚を制限し、そこにメーザーを撃ち込んで反射鏡を利用することにより全方位から攻撃を仕掛ける。
攻撃対象は複数でも問題ないが、反射角の計算には光竜と闇竜のAI出力を合わせた大変高度な計算と速度を必要とする。そのため、特にメーザー発射後は機体制御が制限される。物的な消費もかなり大きいが、EI-01の攻撃以上の威力を誇る。